# 113-та піхотна дивізія (Третій Рейх)
113-та піхотна дивізія (Третій Рейх) (нім. 113. Infanterie-Division) — піхотна дивізія Вермахту за часів Другої світової війни.

## Історія
113-та піхотна дивізія була сформована 10 грудня 1940 на навчальному центрі Графенвер (нім. Truppenübungsplatz Grafenwöhr) на фондах частин 15-ї та 24-ї піхотних дивізій та окремого фортечного полку «B» під час 12-ї хвилі мобілізації Вермахту в XIII-му військовому окрузі.

## Райони бойових дій
- Німеччина (грудень 1940 — червень 1941);
- СРСР (південний напрямок) (червень — жовтень 1941);
- Сербія (жовтень 1941 — лютий 1942);
- СРСР (південний напрямок) (лютий — жовтень 1942);
- Сталінград (жовтень 1942 — січень 1943);
- Франція (березень — червень 1943);
- СРСР (центральний напрямок) (червень — листопад 1943).

## Командування

### Командири
1-ше формування
- генерал-лейтенант Ернст Гюнцель (нім. Ernst Güntzel) (10 грудня 1940 — 4 червня 1941);
- генерал-лейтенант Фрідріх Ціквольфф (нім. Friedrich Zickwolff) (4 червня 1941 — 10 травня 1942);
- генерал-лейтенант Ганс-Генріх Зікст фон Армін (нім. Hans-Heinrich Sixt von Armin) (10 травня 1942 — 20 січня 1943);

2-ге формування
- генерал-лейтенант Фрідріх-Вільгельм Прютер (нім. Friedrich-Wilhelm Prüter) (15 березня 1943 — 25 листопада 1943).

## Нагороджені дивізії
Нагороджені Сертифікатом Пошани Головнокомандувача Сухопутних військ для військових формувань Вермахту за збитий літак противника
- 24 вересня 1942 — 1-й батальйон 268-го піхотного полку за дії 15 червня 1942 (212);

Нагороджені дивізії
|  | Кавалери Золотого Німецького Хреста                                                                        | 21 |
|  | Кавалери Лицарського хреста Залізного хреста                                                               | 5  |
|  | Кавалери Почесної відзнаки Сухопутних військ «Почесна застібка на орденську стрічку для Сухопутних військ» | 5  |
|  | Кавалери ордену Михая Хороброго ІІІ ступеня (Румунія)                                                      | 2  |

- Нагороджені Сертифікатом Пошани Головнокомандувача Сухопутних військ (1)
- Нагороджені Сертифікатом Пошани Головнокомандувача Сухопутних військ за збитий літак противника (2)